# 伊藤きらら
伊藤 きらら（いとう きらら、1977年7月24日 - ）は、日本のAV女優。東京都出身。

## 略歴
初体験は中学の卒業直後の春休みに同い年の彼氏と行った。高校を卒業後、友達に紹介されてAV女優となった。
1996年、『胸さわぎのきらら』でAVデビュー。

## 作品

### アダルトビデオ
- 胸さわぎのきらら（1996年10月25日、アトラス21）
- きららにボッキン（1996年11月25日、アトラス21）
- NEO出血大制服 28（1996年12月20日、アトラス21）
- Hしてよ、ダーリン（1997年1月28日、アトラス21）
- 秘書のデルタにKISSして（1997年2月15日、アトラス21）
- シャブリー・ダンス II（1997年3月28日、トライハートコーポレーション）
- 月刊エロイデー Vol.2（1997年5月20日、トライハートコーポレーション）
- トライアングルエクスタシー（1997年6月17日、トライハートコーポレーション） 共演：植田真奈、水嶋真由
- NEO出血大制服 スーパーコレクション4（1998年2月15日、アトラス21） 他出演：嶋田琴美、三浦あいか、寺尾佑理、安曇野まり、華原ありさ、平松ケイ
- ラヴァーズSelection 2（2000年4月28日、メディアバンク） 他出演：国府田ひとみ、岡崎美女、三浦あいか、鈴本あいみ、三田友穂、鈴木真奈美
- NEO 出血大制服 完全版（2001年2月9日、アトラス21）他21名出演